# Azione diretta (militare)
Una azione diretta (in lingua inglese direct action, DA) nel lessico militare e specialmente nel contesto delle operazioni militari speciali sono definibili come: "Attacchi di breve durata ed altre azioni offensive in piccola scala condotte nella forma di operazione speciale in ambienti ostili, interdetti o politicamente sensibili e con impiego di competenze militari specialistiche per prendere, distruggere, catturare, sfruttare, mettere al sicuro o danneggiare obiettivi ben determinati. L'azione diretta differisce dalle azioni offensive convenzionali nel livello di rischio fisico e politico, nelle tecniche operative, e nel grado di uso della forza preciso e determinato per conseguire specifici scopi."

## Esempi storici
Gli USA e molti Stati loro alleati considerano la DA una delle missioni tipiche delle forze speciali. Alcune unità si specializzano proprio nella DA, come il 75º Ranger Regiment, mentre altre, come le United States Army Special Forces, hanno potenzialità DA, benché il loro ambito operativo specifico sia per lo più diverso. Mentre queste ultime sono state create per la guerra non convenzionale (UW) e gradualmente hanno aggiunto altre attitudini, le squadre  United States Navy SEALs, ed i  britannici Special Air Service e Special Boat Service, dal principio  coltivano le missioni DA e di ricognizione speciale (SR) quale loro motivo primario di esistere nel panorama tattico. Anche gli Spetsnaz già sovietici ed oggi russi possono essere considerati unità DA e SR.